# Wadi Tuwa
El Wadi Tuwa o Wadi Tawah (en árabe: وادي الطوه‎, romanizado: Wādī Aṭ Ṭuwah), es un valle o río seco, con caudal efímero o intermitente, que fluye casi exclusivamente durante la temporada de lluvias, situado al noreste de los Emiratos Árabes Unidos, en el emirato de Ras al-Jaima. Es afluente del Wadi Al Munay / Wadi Munay`i y subafluente del Wadi Al Qor, a cuya cuenca hidrográfica pertenece.
El wadi nace en la vertiente sur del Jabal Ghiden (840 m s.n.m.), a una altitud aproximada de 819 m s.n.m.; tiene una longitud aproximada de 13,75 kilómetros, y discurre de norte a sur, hasta su confluencia con el Wadi Al Munay.
Lugar popular entre campistas y excursionistas,  el Tuwa es un wadi fértil, con varios pozos a lo largo de su curso, y muchas granjas tradicionales, que cultivan principalmente mangos, dátiles, cebollas y tabaco.

## Presas y embalses

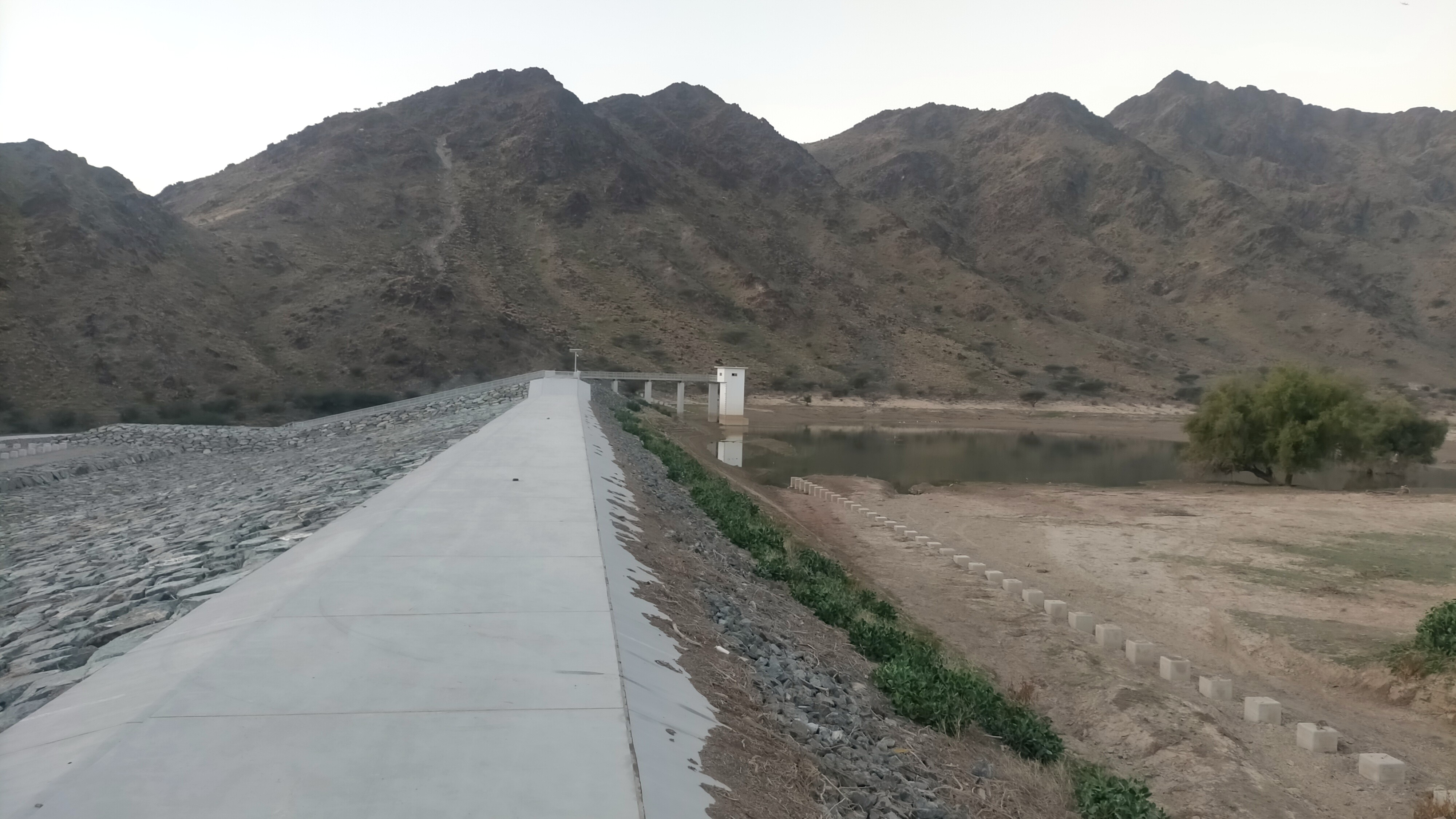
Wadi Tuwa Dam, presa construida en 2002

Como en otras regiones de los EAU, el área geográfica del Wadi Tuwa se ha visto ocasionalmente afectada por lluvias inusualmente intensas e inundaciones.
Para prevenir el peligro de inundaciones repentinas y aumentar el potencial de recarga de aguas subterráneas, se construyó en 2002, en su cauce, una presa de 8,4 metros de altura, con un embalse de 0,1584 km² y capacidad de 0,49 millones de metros cúbicos, denominada Wadi Tuwa Dam (coordenadas: 25°1′15″N, 56°7′34″E).

## Toponimia
Nombres alternativos: Wādī Tawāh, Wadi Tawah, Wadi Al Tuwa, Wādī Aṭ Ṭuwah, Wadi aṭ-Ṭawwah.
El nombre del Wadi Tuwa (con la grafía Wādī Tawāh) está registrado en la documentación y mapas elaborados entre 1950 y 1960 por el arabista, cartógrafo, militar y diplomático británico Julian F. Walker, durante los trabajos efectuados para el establecimiento de fronteras entre los entonces denominados Estados de la Tregua, completados posteriormente por el Ministerio de Defensa del Reino Unido, en mapas a escala 1:100.000 publicados en 1971.
En el Atlas Nacional de Emiratos Árabes Unidos consta con la grafía Wādī Aṭ Ṭuwah (en árabe: وادي الطوه‎).

## Población
El área próxima al Wadi Tuwa estuvo ocupada principalmente por la tribu Mazari / Mazārī‘ (singular Mazrouei or Mazrui).

## Hallazgos arqueológicos
Hay una serie de petroglifos o grabados rupestres que se encuentran en todo el wadi, incluidos leopardos, camellos, jinetes y caballos. Se trata de un tipo de petroglifos bastante frecuentes en la región, en particular en el Wadi Al Ejili, Wadi Khadra y Wadi Shawkah.